# Pièce montée des grands jours
Pour les articles homonymes, voir Pièce montée (homonymie).
Albums de Thomas Fersen
Qu4tre
(1999) Le Pavillon des fous
(2005)
Pièce montée des grands jours est le cinquième album studio de Thomas Fersen, sorti en 2003. C'est aussi le titre d'un des morceaux, chanté en duo avec Marie Trintignant.

## Liste des pistes
| 1.    | Diane de Poitiers                                                | 3:06 |
| 2.    | Deux pieds                                                       | 3:02 |
| 3.    | Saint-Jean-du-Doigt                                              | 2:53 |
| 4.    | Le Chat botté                                                    | 3:38 |
| 5.    | Pièce montée des grands jours (duo avec Marie Trintignant)       | 4:09 |
| 6.    | Borborygmes                                                      | 3:30 |
| 7.    | Croque                                                           | 3:53 |
| 8.    | Les Cravates                                                     | 3:04 |
| 9.    | Rititi ratata (il paraît qu'elles aiment) (avec Ibrahim Maalouf) | 7:16 |
| 10.   | Bambi                                                            | 3:33 |
| 11.   | Né dans une rose                                                 | 4:20 |
| 42:24 |                                                                  |      |

## Personnel
- Thomas Fersen : chant, guitare acoustique, ukulélé, harmonica, chœurs
- Pierre Sangra : guitare, guitare slide, ukulélé, banjo, charango, chœurs
- Jean-Luc Arramy : basse, contrebasse
- Cyrille Wambergue : piano, orgue Hammond, Wurlitzer, Clavinet, harmonium
- Michaël Garçon : minimoog
- Alexandre Barcelona : accordéon
- Hervé Cavelier : violon
- Cyril Garac : violon
- Laurence Dupuis : violon
- Didier Lockwood : violon solo
- Jean-Marc Apap : alto
- Virginie Michaud : alto
- Frédérique Garnier : harpe
- Ibrahim Maalouf : trompette
- Damien Verherve : trombone
- Norbert Lucarain : batterie, percussions, cloche tubulaire

- Enregistré par Dominique Ledudal au Studio Garage
  - Assistant - Loïc Le Roy
- Cordes enregistrées par Alain Cluzeau au Studio Acousti ("Saint-Jean-du-Doigt" et "Né dans une rose")
  - Assistant - Didier Pouydasseau
- Mixé par Renaud Letang au Studio Ferber, Paris
  - Assistant - Thomas Moulin
- Monté par Bruno Gruel à Top Master, Paris
- Masterisé par Mandy Parnell à The Exchange, Londres

## Classements
| Pays                | Meilleure position | Certification |
| ------------------- | ------------------ | ------------- |
| France              | 5                  | Or            |
| Belgique (Wallonie) | 20                 |               |
| Suisse              | 61                 |               |